# Mortalium animos
A Mortalium animos (magyarul: a halandók elméje) egy pápai enciklika, amelyet 1928-ban XI. Pius pápa hirdetett ki a vallási egységről, elítélve a korai ökumenikus mozgalom bizonyos feltételezéseit, és megerősítve, hogy a Jézus Krisztus által alapított egyedi egyház a Katolikus egyház.

## Tartalom
A vallásos egység mozgalma a 19. század vége és a 20. század eleje óta fejlődék a liberális protestáns körökben. XIII. Leó pápa ezt az 1896-os  Satis cognitum enciklikában írta le, amelyben az egységet mint a katolikus egyház jelét határozta meg. A Mortalium animosban Pius megismétli a hagyományos katolikus tant, hogy az egyház látható szerves egységben van, amely az isteni felépítés miatt isteni védelem alatt áll.

 XI. Pius elutasította a reményt: 
 hogy a különböző népek, bármennyire eltérő is vallási fölfogásuk, egyes vallási tételekben – mint a lelki élet közös alapján – testvériesen egyetérthetnek. Azért e tárgyban gyűléseket, összejöveteleket, előadásokat szoknak tartani [...]

 Ilyen törekvéseket a katolikusok természetesen nem helyeselhetnek, mert azon a téves nézeten alapulnak, hogy az összes vallások többé-kevésbé jók és dicséretesek, mert ha nem is azonos módon, mégis valamennyien egyaránt megszólaltatják és kinyilvánítják azt a velünk született természetes érzést, amellyel Istenhez vonzódunk és az Ő uralmát hódolattal elismerjük. Akik ezt a nézetet vallják, azok nemcsak tévednek és csalódnak, hanem az igaz vallást is elvetik – meghamisítván annak helyes fogalmát, fokozatosan a természetelvűségbe és Istentagadásba süllyednek. Nyilvánvaló azért, hogy az Istentől kinyilatkoztatott vallástól teljesen eltávolodik, aki az efféle érzelmű és törekvésű emberekkel tart. 
 Pius felfogása szerint az elgondolás, miszerint minden vallás csak a természetes vallási impulzus vagy ösztön változó (és esendő) emberi kifejezései, annak a modernizmusnak alapvető hibája, amelyet X. Piusz pápa nemrégiben elítélt. A jelenlegi egység felé mutató mozgalmat "a különböző közösségekből alakult szövetséget értik, amelynek tagjai egyenkint különböző s egymással ellentétes tanokat vallanak." 
Pius kijelentette, hogy az egyház nem engedi meg a katolikusoknak, hogy részt vegyenek a nem katolikusok gyűlésein. "Másképp cselekedni, az Egyház megítélése szerint, hűtlenség lenne Alapítójának és az igazságnak, amelyet az Alapító adott az Egyház kezébe."  Pius üdvözölte az elválasztott testvéreket, de kijelentette, mi volt és mi nem volt lehetséges a nem katolikusokkal folytatott párbeszédek teológiai különbségeire nézvést.